# Reijo Ståhlberg
Reijo Ståhlberg (Ekenäs, 1952. szeptember 21. –) finn atléta, súlylökő.
Versenysúlya 128 kg, magassága 194 cm volt. Egyéni rekordja 21,69 méter volt, ezzel egy ideig ő tartotta a finn nemzeti csúcsot, és még ma is a 4. vele a finn örökranglistán. Két olimpián vett részt, 1976-ban 11., 1980-ban viszont 4. lett.
Háromszor nyert fedett pályás Európa-bajnokságot. Kilencszer nyert finn bajnokságot.